# Nikołaj Łuńkow
Nikołaj Mitrofanowicz Łuńkow (ros. Никола́й Митрофа́нович Лунько́в, ur. 7 stycznia 1919, zm. 26 stycznia 2021 w Moskwie) – radziecki polityk, działacz partyjny i dyplomata.

## Życiorys
W latach 1937–1941 sekretarz komitetu Komsomołu i pomocnik szefa warsztatu moskiewskiej fabryki samochodów, od 1940 członek WKP(b), od 1943 pracownik Ludowego Komisariatu Spraw Zagranicznych ZSRR, w 1944 eksternistycznie ukończył Wyższą Szkołę Partyjną przy KC WKP(b). Od kwietnia 1945 do 1946 pracował w aparacie doradcy politycznego Sojuszniczej Komisji Kontroli w Austrii, w latach 1946–1949 I sekretarz Misji ZSRR w Szwajcarii, w latach 1951–1952 pomocnik ministra spraw zagranicznych ZSRR Andrieja Wyszynskiego, w latach 1952–1954 zastępca doradcy politycznego Sojuszniczej Komisji Kontroli w Niemczech. W latach 1954–1957 radca Ambasady ZSRR w Szwecji, w 1957 zastępca kierownika Wydziału Organizacji Międzynarodowych MSZ ZSRR, w latach 1957–1959 zastępca kierownika Wydziału III Europejskiego MSZ ZSRR, w latach 1959–1962 kierownik Wydziału Państw Skandynawskich MSZ ZSRR. Od 20 stycznia 1962 do 18 stycznia 1968 ambasador nadzwyczajny i pełnomocny ZSRR w Norwegii, w latach 1968–1971 kierownik Wydziału Kontaktów Kulturalnych z Zagranicą MSZ ZSRR, w latach 1971–1973 kierownik Wydziału II Europejskiego i członek Kolegium MSZ ZSRR, od 12 maja 1973 do 19 listopada 1980 ambasador nadzwyczajny i pełnomocny ZSRR w W. Brytanii i równocześnie ambasador nadzwyczajny i pełnomocny ZSRR na Malcie. Od 5 marca 1976 do 23 lutego 1981 członek Centralnej Komisji Rewizyjnej KPZR, od 19 listopada 1980 do 12 kwietnia 1990 ambasador nadzwyczajny i pełnomocny ZSRR we Włoszech, od 3 marca 1981 do 2 lipca 1990 zastępca członka KC KPZR, po 1991 konsultant MSZ Rosji. Pochowany na Cmentarzu Trojekurowskim w Moskwie.